# Jaroslav Skobla
Jaroslav Skobla   (Praga, 16 d'abril de 1899 - Teplice nad Bečvou, 22 de novembre de 1959) fou un aixecador txecoslovac que va competir durant la dècada de 1920 i 1930.
El 1924 va prendre part en els Jocs Olímpics de París, on fou vuitè en la prova del pes semipesant, per a aixecadors amb un pes inferior a 82,5 kg, del programa d'halterofília. Quatre anys més tard, als Jocs d'Amsterdam, guanyà la medalla de bronze en la prova del pes pesant, per a aixecadors amb un pes superior a 82,5 kg, del programa d'halterofília. La tercera i darrera participació en uns Jocs fou el 1932, a Los Angeles, on aconseguí el seu major èxit esportiu, en guanyar la medalla d'or en la prova del pes pesant del programa d'halterofília.
En el seu palmarès també destaca la medalla d'or del pes semipesant al Campionat del món de 1923.